# Ministerio de Defensa (Montenegro)
El Ministerio de Defensa de Montenegro (montenegrino: Министарство одбране Црне Горе / Ministarstvo odbrane Crne Gore, МОЦГ, MOCG) es el ministerio del Gobierno de Montenegro que está a cargo del ejército de la nación.

## Ministros de Defensa
| Número                                                        | Imagen                                                        | Nombre (nacimiento-muerte)                                    | Partido político                                              | Mandato                                                       | Mandato                                                       | Mandato                                                       | Mandato                                                 | Príncipe                                                                          |
| Número                                                        | Imagen                                                        | Nombre (nacimiento-muerte)                                    | Partido político                                              | Inicio del cargo                                              | Final del cargo                                               | Tiempo en el cargo                                            | Tiempo en el cargo                                      | Príncipe                                                                          |
| ------------------------------------------------------------- | ------------------------------------------------------------- | ------------------------------------------------------------- | ------------------------------------------------------------- | ------------------------------------------------------------- | ------------------------------------------------------------- | ------------------------------------------------------------- | ------------------------------------------------------- | --------------------------------------------------------------------------------- |
| Ministro de Guerra del Principado de Montenegro               | Ministro de Guerra del Principado de Montenegro               | Ministro de Guerra del Principado de Montenegro               | Ministro de Guerra del Principado de Montenegro               | Ministro de Guerra del Principado de Montenegro               | Ministro de Guerra del Principado de Montenegro               | Ministro de Guerra del Principado de Montenegro               | Ministro de Guerra del Principado de Montenegro         | Nicolás I (1860-1910)                                                             |
| 1                                                             |                                                               | Ilija Plamenac (1821-1916)                                    | ninguno                                                       | 20 de marzo de 1879                                           | 19 de diciembre de 1905                                       | 26 años, 280 días                                             | 26 años, 280 días                                       | Nicolás I (1860-1910)                                                             |
| 2                                                             |                                                               | Janko Vukotić (1866-1927)                                     | ninguno                                                       | 19 de diciembre de 1905                                       | 24 de noviembre de 1906                                       | 340 días                                                      | 340 días                                                | Nicolás I (1860-1910)                                                             |
| 3                                                             |                                                               | Danilo Gatalo (1866-1935)                                     | ninguno                                                       | 24 de noviembre de 1906                                       | 1 de febrero de 1907                                          | 69 días                                                       | 69 días                                                 | Nicolás I (1860-1910)                                                             |
| 4                                                             |                                                               | Andrija Radović (1872-1947)                                   | NS                                                            | 1 de febrero de 1907                                          | 17 de abril de 1907                                           | 44 días                                                       | 44 días                                                 | Nicolás I (1860-1910)                                                             |
| 5                                                             |                                                               | Mitar Martinović (1870-1954)                                  | PNS                                                           | 17 de abril de 1907                                           | 28 de agosto de 1910                                          | 3 años, 134 días                                              | 3 años, 134 días                                        | Nicolás I (1860-1910)                                                             |
| Ministro de Guerra del Reino de Montenegro                    | Ministro de Guerra del Reino de Montenegro                    | Ministro de Guerra del Reino de Montenegro                    | Ministro de Guerra del Reino de Montenegro                    | Ministro de Guerra del Reino de Montenegro                    | Ministro de Guerra del Reino de Montenegro                    | Ministro de Guerra del Reino de Montenegro                    | Ministro de Guerra del Reino de Montenegro              | Monarca                                                                           |
| (5) (1)                                                       |                                                               | Mitar Martinović (1870-1954)                                  | PNS                                                           | 28 de agosto de 1910                                          | 14 de septiembre de 1910                                      | 17 días                                                       | 17 días                                                 | Nicolás I (1910-1916)                                                             |
| 7 (2)                                                         |                                                               | Ivo Đurović (1862-1918)                                       | PNS                                                           | 14 de septiembre de 1910                                      | 1 de agosto de 1911                                           | 321 días                                                      | 321 días                                                | Nicolás I (1910-1916)                                                             |
| 8 (3)                                                         |                                                               | Marko Đukanović (1860-1930)                                   | PNS                                                           | 1 de agosto de 1911                                           | 23 de agosto de 1911                                          | 22 días                                                       | 22 días                                                 | Nicolás I (1910-1916)                                                             |
| (2) (4)                                                       |                                                               | Janko Vukotić (1866-1927)                                     | ninguno                                                       | 23 de agosto de 1911                                          | 19 de junio de 1912                                           | 301 días                                                      | 301 días                                                | Nicolás I (1910-1916)                                                             |
| (5) (5)                                                       |                                                               | Mitar Martinović (1870-1954)                                  | PNS                                                           | 19 de junio de 1912                                           | 8 de mayo de 1913                                             | 323 días                                                      | 323 días                                                | Nicolás I (1910-1916)                                                             |
|                                                               |                                                               | Dušan Vukotić (interino)                                      | ninguno                                                       | 3 de octubre de 1912                                          | 8 de mayo de 1913                                             | 217 días                                                      | 217 días                                                | Nicolás I (1910-1916)                                                             |
| (2) (6)                                                       |                                                               | Janko Vukotić (1866-1927)                                     | ninguno                                                       | 8 de mayo de 1913                                             | 16 de julio de 1914                                           | 2 años, 69 días                                               | 2 años, 69 días                                         | Nicolás I (1910-1916)                                                             |
| -                                                             |                                                               | Risto Popović (1871-1924) (interino)                          | PNS                                                           | 17 de julio de 1914                                           | 16 de julio de 1914                                           | 364 días                                                      | 364 días                                                | Nicolás I (1910-1916)                                                             |
| 13 (7)                                                        |                                                               | Mašan Božović (1858-1920)                                     | ninguno                                                       | 16 de julio de 1915                                           | 2 de enero de 1916                                            | 170 días                                                      | 170 días                                                | Nicolás I (1910-1916)                                                             |
| 14 (8)                                                        |                                                               | Radomir Vešović (1871-1938)                                   | ninguno                                                       | 2 de enero de 1916                                            | 15 de enero de 1916                                           | 13 días                                                       | 13 días                                                 | Nicolás I (1910-1916)                                                             |
| Ministro de Guerra del Reino de Montenegro en el exilio       | Ministro de Guerra del Reino de Montenegro en el exilio       | Ministro de Guerra del Reino de Montenegro en el exilio       | Ministro de Guerra del Reino de Montenegro en el exilio       | Ministro de Guerra del Reino de Montenegro en el exilio       | Ministro de Guerra del Reino de Montenegro en el exilio       | Ministro de Guerra del Reino de Montenegro en el exilio       | Regente                                                 | Monarca Rey titular                                                               |
| (14) (1)                                                      |                                                               | Radomir Vešović (1871-1938)                                   | ninguno                                                       | 15 de enero de 1916                                           | 12 de mayo de 1916                                            | 118 días                                                      | Milena Vukotić (1921-1923) Anto Gvozdenović (1921-1929) | Nicolás I (1916-1921) 'Danilo' (1 de marzo-7 de marzo de 1921) Miguel (1921-1922) |
| 15 (2)                                                        |                                                               | Milo Matanović (1879-1955)                                    | ninguno                                                       | 12 de mayo de 1916                                            | 11 de junio de 1917                                           | Un año, 30 días                                               | Milena Vukotić (1921-1923) Anto Gvozdenović (1921-1929) | Nicolás I (1916-1921) 'Danilo' (1 de marzo-7 de marzo de 1921) Miguel (1921-1922) |
| 16 (3)                                                        |                                                               | Niko Hajduković (1882-1954)                                   | ninguno                                                       | 11 de junio de 1917                                           | 2 de marzo de 1919                                            | Un año, 264 días                                              | Milena Vukotić (1921-1923) Anto Gvozdenović (1921-1929) | Nicolás I (1916-1921) 'Danilo' (1 de marzo-7 de marzo de 1921) Miguel (1921-1922) |
| 17 (4)                                                        |                                                               | Milutin Vučinić (1869-1922)                                   | PNS                                                           | 2 de marzo de 1919                                            | 14 de septiembre de 1922                                      | 3 años, 197 días                                              | Milena Vukotić (1921-1923) Anto Gvozdenović (1921-1929) | Nicolás I (1916-1921) 'Danilo' (1 de marzo-7 de marzo de 1921) Miguel (1921-1922) |
| 18 (5)                                                        |                                                               | Đuro Jovović                                                  | ninguno                                                       | 14 de septiembre de 1922                                      | 14 de septiembre de 1929                                      | 7 años                                                        | Milena Vukotić (1921-1923) Anto Gvozdenović (1921-1929) | Nicolás I (1916-1921) 'Danilo' (1 de marzo-7 de marzo de 1921) Miguel (1921-1922) |
| Parte del Ministerio de Defensa yugoslavo (1918-1991)         |                                                               |                                                               |                                                               |                                                               |                                                               |                                                               |                                                         |                                                                                   |
| Ministro de Defensa de la República de Montenegro (1991-1993) | Ministro de Defensa de la República de Montenegro (1991-1993) | Ministro de Defensa de la República de Montenegro (1991-1993) | Ministro de Defensa de la República de Montenegro (1991-1993) | Ministro de Defensa de la República de Montenegro (1991-1993) | Ministro de Defensa de la República de Montenegro (1991-1993) | Ministro de Defensa de la República de Montenegro (1991-1993) |                                                         | Presidente                                                                        |
| 1                                                             |                                                               | Božidar Babić (1938–)                                         | ninguno                                                       | 15 de febrero de 1991                                         | 5 de marzo de 1993                                            | 2 años, 18 días                                               |                                                         | Filip Vujanović (1990–1998)                                                       |
| Parte del Ministerio de Defensa yugoslavo (1993-2006)         |                                                               |                                                               |                                                               |                                                               |                                                               |                                                               |                                                         |                                                                                   |
| Ministro de Defensa de Montenegro (2006-presente)             | Ministro de Defensa de Montenegro (2006-presente)             | Ministro de Defensa de Montenegro (2006-presente)             | Ministro de Defensa de Montenegro (2006-presente)             | Ministro de Defensa de Montenegro (2006-presente)             | Ministro de Defensa de Montenegro (2006-presente)             | Ministro de Defensa de Montenegro (2006-presente)             |                                                         | Presidente                                                                        |
| 1 (2)                                                         |                                                               | Milo Đukanović (1962–)                                        | DPS                                                           | 21 de mayo de 2006                                            | 10 de noviembre de 2006                                       |                                                               |                                                         | Filip Vujanović (2003–2018)                                                       |
| 2 (3)                                                         |                                                               | Boro Vučinić (1954–)                                          | DPS                                                           | 10 de noviembre de 2006                                       | 4 de diciembre de 2012                                        |                                                               |                                                         | Filip Vujanović (2003–2018)                                                       |
| 3 (4)                                                         |                                                               | Milica Pejanović (1959–)                                      | DPS                                                           | 4 de diciembre de 2012                                        | 28 de noviembre de 2016                                       |                                                               |                                                         | Filip Vujanović (2003–2018)                                                       |
| 4 (5)                                                         |                                                               | Predrag Bošković (1972–)                                      | DPS                                                           | 28 de noviembre de 2016                                       | 4 de diciembre de 2020                                        |                                                               |                                                         | Milo Đukanović (2018–2023)                                                        |
| 5 (6)                                                         |                                                               | Olivera Injac (1972–)                                         | ninguno                                                       | 4 de diciembre de 2020                                        | 28 de abril de 2022                                           |                                                               |                                                         | Milo Đukanović (2018–2023)                                                        |
| 6 (7)                                                         |                                                               | Raško Konjević (1979–)                                        | SDP                                                           | 28 de abril de 2022                                           | 21 de octubre de 2022                                         |                                                               |                                                         | Milo Đukanović (2018–2023)                                                        |
| 7 (8)                                                         |                                                               | Filip Adžić (1986–)                                           | URA                                                           | 21 de octubre de 2022                                         | 31 de octubre de 2023                                         | 1 año, 10 días                                                |                                                         | Jakov Milatović (2023–presente)                                                   |
| 8 (9)                                                         |                                                               | Dragan Krapović                                               | DCG                                                           | 31 de octubre de 2023                                         | titular                                                       |                                                               |                                                         | Jakov Milatović (2023–presente)                                                   |